# Seleção da Polônia de Hóquei no Gelo
A Seleção Polaca de Hóquei no Gelo representa a Polônia nas competições oficiais da FIHG. Participa do Campeonato Internacional de Hóquei no Gelo e atualmente está na primeira divisão. Já foi seleção de ponta tempos atrás, quando brigava de igual para igual com seleções como Tchecoslováquia e a Alemanha, porém, atualmente perdeu muito prestígio, e atua como força mediana no continente. Participou várias vezes do grupo de elite na década de 1990, mas foi rebaixada em 2002. Desde então, busca a ascensão, sendo que passou perto na última vez, ficando atrás apenas da Hungria, em 2015.